# Cratere Oskison
Oskison  è un cratere sulla superficie di Mercurio.